# Koda Awards
Die Koda Awards sind ein grönländischer Musikpreis.

## Geschichte
Die Koda Awards wurden erstmals im Jahr 1991 vergeben, damals noch unter der Bezeichnung Grønlandsprisen. Verliehen werden sie von der dänischen Musikrechtegesellschaft Koda (entsprechend der GEMA in Deutschland). Während anfangs noch nur ein Preisträger pro Jahr auserkoren wurde, erhielten ab 1996 zwei Personen den Preis. Seit 2001 werden die Koda Awards in drei Kategorien verliehen: dem Jahrespreis für den besten Musiker des vergangenen Jahres, dem Talentpreis für den besten Newcomer und dem Ehrenpreis für das Lebenswerk. Seit 2014 werden der Talentpreis und der Ehrenpreis nur noch abwechselnd im Zweijahresrhythmus verliehen. In manchen Jahren werden mehrere Preisträger pro Kategorie ernannt. Der Preis wird an Musiker verliehen, wobei mehrere Bandmitglieder gemeinsam anstelle ihrer Band ausgezeichnet werden können. Die Preisträger werden von einer Jury auserkoren, der je ein Vertreter von Koda, von Kalaallit Nunaata Radioa, dem Katuaq und der grönländischen Musikervereinigung NN angehören.

## Liste der Preisträger
| Jahr    | Verleihung                     | Jahrespreis                                                 | Talentpreis                                          | Ehrenpreis                        | Quelle       |
| ------- | ------------------------------ | ----------------------------------------------------------- | ---------------------------------------------------- | --------------------------------- | ------------ |
| 1991    | 20. August 1991 Nuuk           | Ole Kristiansen                                             | nicht verliehen                                      | nicht verliehen                   | [ 3 ]        |
| 1992    | 22. August 1992 Sisimiut       | Iisaavaraq Petrussen                                        | nicht verliehen                                      | nicht verliehen                   | [ 4 ]        |
| 1993    | 3. Oktober 1993 Nuuk           | Ulrik Augustussen                                           | nicht verliehen                                      | nicht verliehen                   | [ 5 ]        |
| 1994    | ?                              | Rasmus Lyberth                                              | nicht verliehen                                      | nicht verliehen                   | [ 6 ]        |
| 1995    | 1. Juli 1995 Roskilde          | Per Berthelsen Malik Høegh (Sumé)                           | nicht verliehen                                      | nicht verliehen                   | [ 7 ]        |
| 1996    | 15. Dezember 1996 Kopenhagen   | Mamarut Henson (Anguigaq)                                   | nicht verliehen                                      | nicht verliehen                   | [ 8 ]        |
| 1996    | 15. Dezember 1996 Kopenhagen   | Juaansi Lynge Angut Clasen (Inneruulat)                     | nicht verliehen                                      | nicht verliehen                   | [ 8 ]        |
| 1997    | ?                              | Ulf Fleischer                                               | nicht verliehen                                      | nicht verliehen                   | [ 6 ]        |
| 1997    | ?                              | Siiva Fleischer (Zikaza)                                    | nicht verliehen                                      | nicht verliehen                   | [ 6 ]        |
| 1998    | 6. November 1998 Nuuk          | Hans Lange                                                  | nicht verliehen                                      | nicht verliehen                   | [ 9 ]        |
| 1998    | 6. November 1998 Nuuk          | Pele Møller                                                 | nicht verliehen                                      | nicht verliehen                   | [ 9 ]        |
| 1999    | ?                              | Johannes Berthelsen                                         | nicht verliehen                                      | nicht verliehen                   | [ 6 ]        |
| 1999    | ?                              | Rasmus Lyberth                                              | nicht verliehen                                      | nicht verliehen                   | [ 6 ]        |
| 2000    | ?                              | Peter Møller Lynge (Qulleq)                                 | nicht verliehen                                      | nicht verliehen                   | [ 6 ]        |
| 2000    | ?                              | Karl Enok Mathiassen (Siissisoq)                            | nicht verliehen                                      | nicht verliehen                   | [ 6 ]        |
| 2001    | ?                              | Martin Løvstrøm                                             | Rasmus Rosing                                        | Eigil Petersen                    | [ 6 ]        |
| 2002    | ?                              | Kasper Berthelsen (Avataq)                                  | Alex Andersen Malik Kleist (Chilly Friday)           | Søren Lange                       | [ 10 ]       |
| 2002    | ?                              | Kasper Berthelsen (Avataq)                                  | Alex Andersen Malik Kleist (Chilly Friday)           | Albrecht Damgaard                 | [ 10 ]       |
| 2002/03 | 7. November 2003 Nuuk          | Simon Uldum Anda Uldum Ib Uldum (Disko Democratic Republic) | Julie Berthelsen                                     | Rasmus Lyberth                    | [ 11 ]       |
| 2003/04 | ?                              | Taatsi Højgaard Maasi Pedersen Kunuk Kleist (Prussic)       | Henrik Høyer Jensen (Kishima)                        | Enok Poulsen                      | [ 6 ] [ 12 ] |
| 2004/05 | 29. Dezember 2005 Nuuk         | Peter Lyberth (Peand-eL)                                    | Johansinnguaq Rosing (Tomba)                         | Peter Enoksen                     | [ 13 ]       |
| 2005/06 | 10. November 2006 Nuuk         | Pilu Lynge                                                  | Isak Møller                                          | Karl Sivertsen                    | [ 14 ]       |
| 2005/06 | 10. November 2006 Nuuk         | Pilu Lynge                                                  | Hans Jukku Noahsen                                   | Karl Sivertsen                    | [ 14 ]       |
| 2006/07 | 15. November 2007 Nuuk         | Georg Olsen (Liima Inui)                                    | Varna                                                | Jorsi Sørensen                    | [ 15 ]       |
| 2008/09 | 2. Mai 2009 Sisimiut           | Herluf Møller (HEJ)                                         | John Geisler Sandgreen Palu Ujarak Geraae (Jospal-G) | Ole Kristiansen                   | [ 16 ]       |
| 2008/09 | 2. Mai 2009 Sisimiut           | Herluf Møller (HEJ)                                         | Don Maliko                                           | Juaaka Lyberth (Sonderpreis)      | [ 16 ]       |
| 2009/10 | 3. September 2010 Aasiaat      | Frederik Elsner Christian K. Elsner (Nanook)                | Juuna Zethsen                                        | Malik Høegh Per Berthelsen (Sumé) | [ 17 ]       |
| 2010/11 | 2. Oktober 2011 Nuuk/Ilulissat | John Geisler Sandgreen (Sussat)                             | Jenseeraq Olsen Angutimmarik Petersen (Uummat)       | Peter Olsen                       | [ 18 ]       |
| 2011/12 | 28. September 2012 Qaqortoq    | Frederik Kristensen                                         | Kuno Hammond (Thornstone)                            | Iisaavaraq Petrussen (Aalut)      | [ 19 ]       |
| 2012/13 | 6. Oktober 2013 Nuuk           | Jenseeraq Olsen                                             | Small Time Giants                                    | Inunnguaq Petrussen               | [ 20 ]       |
| 2013/14 | 31. Januar 2015 Nuuk           | Katsi Kleist                                                | Uyarakq                                              | Nuuk Posse                        | [ 21 ]       |
| 2014/15 | 31. Januar 2015 Nuuk           | Frederik Elsner Christian K. Elsner (Nanook)                | Uyarakq                                              | Nuuk Posse                        | [ 21 ]       |
| 2015/16 | 29. Oktober 2016 Nuuk          | Inunnguaq Petrussen                                         | nicht verliehen                                      | Martin Løvstrøm                   | [ 6 ] [ 22 ] |
| 2016/17 | 21. Oktober 2017 Nuuk          | Georg Olsen (̨Liima Inui)                                    | Josef Tarrak-Petrussen                               | nicht verliehen                   | [ 23 ]       |
| 2017/18 | ?                              | Pernille Kreutzmann Ivik Larsen (TIU)                       | nicht verliehen                                      | Frederik Kristensen               | [ 6 ]        |
| 2018/19 | 20. April 2019 Sisimiut        | Don Maliko                                                  | Hans-Ole Amossen (Da Bartali Crew)                   | nicht verliehen                   | [ 24 ]       |
| 2019/20 | 16. Januar 2021 Nuuk           | Gerth Lyberth                                               | Jens Kleist                                          | Angut Clasen (Inneruulat)         | [ 25 ]       |
| 2020/21 | 16. Januar 2021 Nuuk           | Gustav Lynge Petrussen Josef Tarrak-Petrussen (ÎVA)         | Jens Kleist                                          | Angut Clasen (Inneruulat)         | [ 25 ]       |
| 2021/22 | 5. März 2022 Nuuk              | FINNi                                                       | Ivaana                                               | nicht verliehen                   | [ 26 ]       |
| 2022/23 | 18. Februar 2023 Nuuk          | Naja P                                                      | nicht verliehen                                      | Bent Ole Brandt                   | [ 27 ]       |
| 2023/24 | 23. März 2024 Sisimiut         | Sauwestari                                                  | MUK                                                  | nicht verliehen                   | [ 28 ]       |